# Ant-Man (film, 2015)
Ant-Man je ameriški superjunaški film iz leta 2015, ki temelji na istoimenskem liku iz Marvelovih stripov. Produciral ga je Marvel Studios in je 12. film v Marvelovem filmskem vesolju (MCU). Film je režiral Peyton Reed po scenariju, ki sta ga napisala Edgar Wright in Joe Cornish. V filmu igra Paul Rudd kot Scott Lang/Ant-Man, poleg njega pa še Evangeline Lilly, Corey Stoll, Bobby Cannavale, Michael Peña, Tip "T.I." Harris, Anthony Mackie, Wood Harris, Judy Greer, Abby Ryder Fortson, David Dastmalchian in Michael Douglas. V filmu mora Scott Lang pomagati zaščititi Pymovo tehnologijo krčenja Ant-Mana in načrtovati rop z globalnimi posledicami.
Razvoj filma Ant-Man se je začel aprila 2006 z najemom Wrighta za režijo in soavtorstvo s Cornishom. Do aprila 2011 sta Wright in Cornish dokončala tri osnutke scenarija, Wright pa je julija 2012 posnel testne posnetke za film. Predprodukcija se je začela oktobra 2013, potem ko je bila začasno ustavljena, da bi Wright lahko dokončal film Konec sveta. Izbira igralcev se je začela decembra 2013, za vlogo Langa pa je bil najet Rudd. Maja 2014 je Wright zapustil projekt, pri čemer je navedel ustvarjalne razlike, čeprav je še vedno prejemal zasluge za scenarij in zgodbo s Cornishom. Naslednji mesec je bil Reed najet namesto Wrighta, McKay pa je bil najet, da bi skupaj z Ruddom pomagal pri scenariju. Snemanje je potekalo med avgustom in decembrom 2014 v San Franciscu in Metro Atlanti.
Film Ant-Man je bil premiero predvajan v gledališču Dolby v Hollywoodu v Los Angelesu 29. junija 2015, v Združenih državah Amerike pa je bil premierno predvajan 17. julija kot zadnji film v drugi fazi MCU. Po vsem svetu je zaslužil več kot 519 milijonov dolarjev in prejel pozitivne ocene kritikov, ki so na splošno pohvalili manjše zaslužke filma kot pri drugih filmih MCU, pa tudi igralsko zasedbo (zlasti Rudda, Peño, Lilly in Douglasa), humor in vizualne učinke. Izšli sta dve nadaljevanji: Ant-Man in Osa (2018) ter Ant-Man in Osa: Kvantomanija (2023).